# Walter Loosli
Walter Loosli (ur. w 1901) – szwajcarski wioślarz, złoty medalista igrzysk olimpijskich.
Loosli reprezentował Szwajcarię na Letnich Igrzyskach Olimpijskich 1924, odbywających się w Paryżu. Wraz z Émilem Albrechtem, Alfredem Probstem, Eugenem Siggem, Hansem Walterem i Émilem Lachapellem zdobył złoty medal w rywalizacji czwórek ze sternikiem. Loosli uczestniczył w pierwszej rundzie rywalizacji i repasażach, a w finale, w którym zastąpił go Lachapelle, osada szwajcarska uzyskała czas 7:18,4.